# Episodi di M.O.D.O.K.
La prima stagione di M.O.D.O.K. è stata trasmessa in America sulla piattaforma streaming Hulu il 21 maggio 2021. In contemporanea il primo episodio è stato trasmesso anche su Disney+ in Italia e i successivi 9 episodi sono stati distribuiti con cadenza settimanale. 
| nº | Titolo originale                        | Titolo italiano                              | Pubblicazione USA | Pubblicazione Italia |
| -- | --------------------------------------- | -------------------------------------------- | ----------------- | -------------------- |
| 1  | If This Be... M.O.D.O.K.!               | Sai cosa vuol dire M.O.D.O.K.?               | 21 maggio 2021    | 21 maggio 2021       |
| 2  | The M.O.D.O.K. That Time Forgot!        | Il tempo della riconquista                   | 21 maggio 2021    | 28 maggio 2021       |
| 3  | Beware What from Portal Comes!          | Attenzione a cosa esce dai portali           | 21 maggio 2021    | 4 giugno 2021        |
| 4  | If Saturday Be... For the Boys!         | Sabato uscita con i ragazzi                  | 21 maggio 2021    | 11 giugno 2021       |
| 5  | If Bureaucracy Be... Thy Death!         | La burocrazia... uccide                      | 21 maggio 2021    | 18 giugno 2021       |
| 6  | Tales from the Great Bar-Mitzvah War!   | Racconti della Grande Guerra del Bar Mitzvah | 21 maggio 2021    | 25 giugno 2021       |
| 7  | This Man... This Makeover!              | Un nuovo Modok                               | 21 maggio 2021    | 2 luglio 2021        |
| 8  | O, Were Blood Thicker Than Robot Juice! | Robot o non Robot, questo è il problema      | 21 maggio 2021    | 9 luglio 2021        |
| 9  | What Menace Doth the Mailman Deliver!   | L'umile M.O.D.O.K.                           | 21 maggio 2021    | 16 luglio 2021       |
| 10 | Days of Future M.O.D.O.K.s              | Passato, presente e futuro                   | 21 maggio 2021    | 23 luglio 2021       |

## Sai cosa vuol dire M.O.D.O.K?
- Titolo originale: If This Be... M.O.D.O.K.!
- Diretto da: Eric Towner e Alex Kramer
- Scritto da: Jordan Blum e Patton Oswalt

### Trama
George Tarleton, alias MODOK, è a capo dell'A.I.M. ed è costantemente importunato dalla sua subordinata Monica Rappaccini. Vive in periferia con la moglie Jodie, suo figlio Lou, sua figlia adolescente Melissa, e il suo assistente depresso Super-Adattoide. Mentre MODOK annuncia con successo di aver rubato lo stivale di Iron Man, scredita i successi lavorativi di Jodie. In seguito scopre che la A.I.M. è in perdita economica e Austin Van Der Sleet, il capo della società tecnologica rivale GRUMBL, si offre di comprarla e risanarla. MODOK è riluttante all'idea, ma Austin lo conquista con una presentazione convincente, tuttavia, MODOK scopre successivamente di aver perso la proprietà  della A.I.M. Per evitare che gli attuali scienziati vengano licenziati, MODOK cerca di impedire ad Austin di firmare, ma finisce per controllare accidentalmente il corpo e la mente di Jodie mentre sta avendo un incontro con Austin per espandere la sua attività. MODOK arriva troppo tardi per fermare Austin, ma lo convince a non licenziare i suoi lavoratori. In seguito, a cena, Jodie dichiara a MODOK di voler chiedere il divorzio.

## Il tempo della riconquista
- Titolo originale: The M.O.D.O.K. That Time Forgot!
- Diretto da: Eric Towner eAlex Kramer
- Scritto da: Geoff Barbanell eItai Grunfeld

### Trama
Mentre Jodie costringe MODOK ad andarsene di casa, la coppia trova un album dei Third Eye Blind. I due avrebbero dovuto partecipare al concerto durante i loro anni al college ma non riuscirono mai ad andare. MODOK e il suo sottoposto alla A.I.M, Gary, irrompono nello S.H.I.E.L.D. per rubare una macchina del tempo in modo tale da poter tornare indietro al giorno del concerto. Jodie accetta con riluttanza, ma non arrivano nel giusto momento. La versione del passato di MODOK vede la sua controparte più vecchia e decide di seguirlo nel futuro. I due si stanno divertendo al concerto ma Jodie trova MODOK intento ad uccidere Austin da piccolo e cambiare il corso degli eventi per riacquisire la A.I.M. Il giovane MODOK, arrabbiato per l'inettitudine del suo se stesso più anziano, lo combatte, causando la rottura del Crono-Cristallo della macchina del tempo che si incastra nel volto del giovane MODOK. MODOK e Jodie cercano una giovane Monica per riparare la macchina del tempo, ma invece si rendono conto che sono bloccati e rovinano accidentalmente il futuro di Monica. Dopo aver appreso che si sono persi il concerto perché Jodie era incinta, MODOK e Jodie si vedono crescere insieme come una famiglia fino a quando non si impediscono di viaggiare nel tempo, cancellando il loro sviluppo e lasciando MODOK e Super-Adattoide a trasferirsi.